# Iujnoe, Cahul
Iujnoe (sau Trubăești) este un sat din raionul Cahul, Republica Moldova.

## Demografie
Structură etnică
     moldoveni (65,31%)
     ucraineni (20,29%)
     ruși (4,58%)
     găgăuzi (7,85%)
     bulgari (1,18%)
     români (0%)
     evrei (0%)
     polonezi (0%)
     țigani (0,13%)
     alte etnii / nedeclarată (0,66%)
Conform datelor recensământului din 2004, populația localității este de 764 locuitori, dintre care 386 (50,52%) bărbați și 378 (49,48%) femei. Structura etnică a populației în cadrul localității arată astfel:
- moldoveni — 499;
- ucraineni — 155;
- ruși — 35;
- găgăuzi — 60;
- bulgari — 9;
- țigani — 1;
- altele / nedeclarată — 5.

## Administrație și politică
Componența Consiliului local Iujnoe (9 consilieri), ales la 5 noiembrie 2023, este următoarea:
|  | Partid                               | Consilieri | Componență | Componență | Componență | Componență | Componență | Componență | Componență | Componență | Componență |
|  | ------------------------------------ | ---------- | ---------- | ---------- | ---------- | ---------- | ---------- | ---------- | ---------- | ---------- | ---------- |
|  | Partidul Democrat Modern din Moldova | 6          |            |            |            |            |            |            |            |            |            |